# 克莱拉·洛克摩尔
克莱拉·赖森伯格·洛克摩尔（英語：Clara Reisenberg Rockmore，1911年3月9日—1998年5月10日），古典乐小提琴神童、电子乐器泰勒明演奏家。她是钢琴演奏家纳迪亚·赖森伯格的妹妹。

## 生平

### 早年

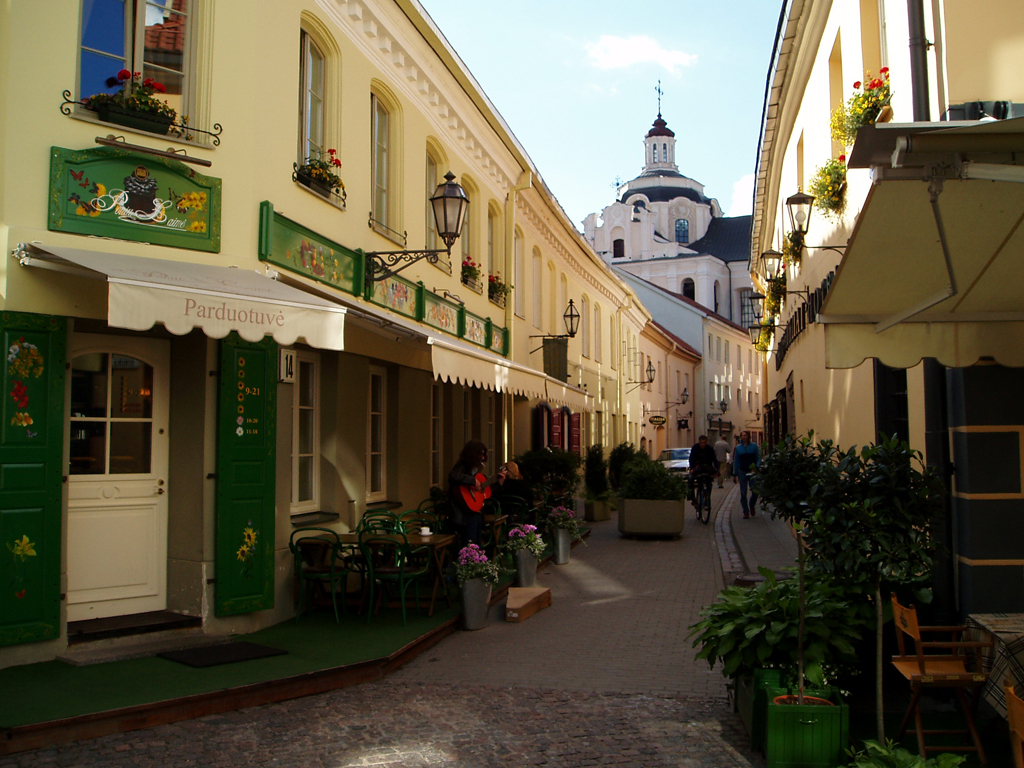
维尔纽斯的景观

克莱拉·洛克摩尔生于俄罗斯帝国维尔纽斯的一个立陶宛猶太人家庭。她有两个姐姐，一个叫安娜，另一个叫纳迪亚。克莱拉童年便通晓小提琴的演奏，四岁时就读于聖彼得堡音樂學院，师从著名小提琴演奏家莱奥波德·奥尔，成为学校有史以来最年轻的学生。十月革命后，洛克摩尔举家搬到维尔纽斯，之后辗转华沙，于1921年获得护照前往美国。
在美国，洛克摩尔就读于柯蒂斯音樂學院。然而正值青少年的她因小时候营养不良，出现了肌腱病變，弓臂活动受到影响，使得她一度放弃小提琴。后来，在遇到同是移民的同胞李昂·特雷门的引荐下，她开始接触他发明的电子乐器泰勒明，并成为了该乐器的著名演奏家。她表现出色，并帮助泰勒明完善了他的乐器。

### 生涯
洛克摩尔在纽约和费城的交响乐演出中登场，并随保罗·罗伯逊一同展开从东海岸到西海岸的演出。到了1977年，她发行了商业唱片《泰勒明的艺术》。该专辑由罗伯特·穆格和雪莉·穆格（Shirleigh Moog）担任制作人，洛克摩尔负责演奏泰勒明，姐姐纳迪亚担任钢琴伴奏。洛克摩尔的演奏强调身体和情绪上的控制。
她在一次采访中表示：“你不仅要找准音符，还要拿捏歌曲的中心点。你根本无法记录任何内心的情感，就好像不能摇头或是抖腿，那会改变你的音调。”

## 个人生活和去世
泰勒明曾向她求婚，但她們只是朋友。她後來與律师罗伯特·洛克摩尔（Robert Rockmore）结婚，此后便在表演中使用了他的姓氏。他们没有孩子。尽管她的健康状况在她逝世前一年一直在迅速恶化，但她宣布她决心活着见到曾外甥孙女的出世。最终，她在曾外甥孙女出生后活了两天。1998年5月10日，她在纽约去世，享年87岁。

## 对泰勒明的贡献
洛克摩尔接受了古典训练，使她比当时其他许多表演者更具优势。 她在拉小提琴时掌握的音准控制，以及她先天的绝对音高，帮助她熟悉泰勒明的演奏 。
她可以非常精准迅速地控制她的动作，这是由演奏者的动作和靠近机器的程度，而非触摸决定的，这对于乐器的演奏非常重要。她发明了一种独特的弹奏技术，其中的弹指系统她能够准确快速地进行段落演奏和大音符跳跃，不会出现很明显的滑音。她还发现，右手拇指和食指尖保持接触，可以使音调更稳定并控制颤音。

### 发展影响
洛克摩尔看到了原始乐器的局限性，并帮助开发了满足其需求的产品。她和李昂·特雷门合作，在她的提一下，泰勒明出现了许多变更，包括增加泰勒明音量控制的灵敏度，从而实现快速断奏，同时缩小乐器的体积，使得演奏者更显眼，同时音域从三个八度增加到五个八度。

### 公众影响
洛克摩尔在大型公众音乐会上表演（例如1938年在纽约大会堂的表演），因个人对泰勒明的艺术造诣，获得评论家的关注。而当时大众对泰勒明的可能性做出了相当负面的结论。这些与世界级管弦乐团合作的表演，为“电子和实验音乐作为公众想象中可行艺术形式”的确立起到了至关重要的作用 。
1998年10月，罗伯特·穆格还原了洛克摩尔用过的泰勒明。该乐器经赖森伯格家族的租借，目前收藏在美国亚利桑那州凤凰城的乐器博物馆（Musical Instruments Museum）艺术家画廊的洛克摩尔展区。

## 专辑
- 《克雷门的艺术（英语：The Art of the Theremin）》(1977)
- 《Clara Rockmore's Lost Theremin Album》 (2006)

## 影视作品
- Martin, Steven M. (Director).  (Film and DVD). MGM. 1995  [2017-12-20]. （原始内容存档于2012-12-06）.
- Moog, Robert (Producer).  (Videotape (VHS)). Moog Music and Little Big Films. 1998  [2020-04-30]. （原始内容存档于2008-12-22）.
- Moog, Robert (Producer).  (DVD). Moog Music and Little Big Films. 2005  [2020-04-30]. （原始内容存档于2020-04-24）.

## 流行文化
- 爱尔兰電子流行乐队The Garland Cult在他们2007年专辑《Protect Yourself from Hollywood》中收录歌曲《Clara Rockmore》
- 肖恩·迈克尔斯（英语：Sean Michaels (writer)）的2014年吉勒奖获奖小说《我们指挥家（英语：Us Conductors）》虚构了洛克摩尔和李昂·特雷门的关系。
- 2016年3月9日，Google涂鸦纪念洛克摩尔诞辰105周年[19]。